# 木幡駅 (兵庫県)
木幡駅（こばたえき）は、兵庫県神戸市西区押部谷町木津字居垣内にある、神戸電鉄粟生線の駅。駅番号はKB45。

## 歴史
- 1937年（昭和12年）6月15日：三木電気鉄道の木津 – 押部谷間に木幡駅として開業（隣の栄駅も同日開業）[1][5]。
- 1947年（昭和22年）1月9日：神戸有馬電気鉄道により合併され、神有三木電気鉄道（のちに神戸電鉄）の駅となる。
- 1952年（昭和27年）10月1日：電鉄木幡駅に改称[1]。
- 1979年（昭和54年）11月：駅舎新築[1]。
- 1988年（昭和63年）4月1日：再び木幡駅に改称[1]。

## 駅構造

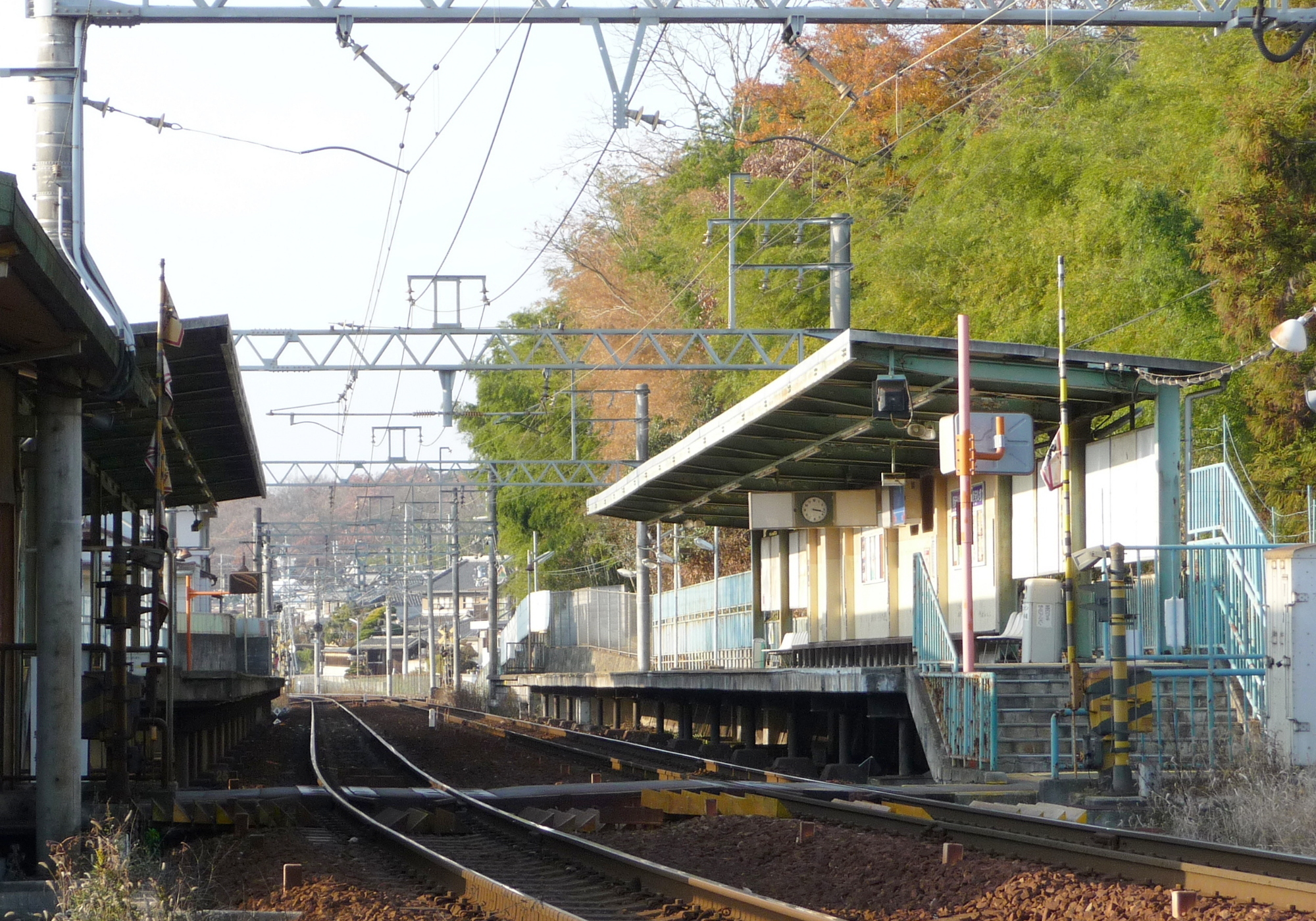
駅構内

相対式2面2線のホームを持つ地上駅。駅舎は下りホーム側にあり、上りホームへは構内踏切で連絡している。
沿線光ネットワークに接続された駅務遠隔システムが導入されており、センター駅から自動券売機、自動改札機、自動精算機、TVカメラ、インターホン、シャッターが遠隔操作される。そのため駅員巡回駅となっており、構内売店も設けられていないが、駅近辺の商店にて企画乗車券の委託販売が行われている。

### のりば
| ホーム | 路線   | 方向 | 行先       |
| ------ | ------ | ---- | ---------- |
| 駅舎側 | 粟生線 | 下り | 粟生方面   |
| 反対側 | 粟生線 | 上り | 新開地方面 |

※のりば番号は設定されていない。

## 利用状況
1日あたりの乗車人員 666人（2022年度）
近年の1日平均乗車人員は下表のとおりである。
| 年度               | 1日平均 乗車人員 |
| ------------------ | ---------------- |
| 2005年（平成17年） | 745              |
| 2006年（平成18年） | 715              |
| 2007年（平成19年） | 682              |
| 2008年（平成20年） | 660              |
| 2009年（平成21年） | 603              |
| 2010年（平成22年） | 570              |
| 2011年（平成23年） | 527              |
| 2012年（平成24年） | 501              |
| 2013年（平成25年） | 504              |
| 2014年（平成26年） | 482              |
| 2015年（平成27年） | 445              |
| 2016年（平成28年） | 430              |
| 2017年（平成29年） | 405              |
| 2018年（平成30年） | 392              |
| 2019年（令和元年） | 374              |
| 2020年（令和02年） | 312              |
| 2021年（令和03年） | 303              |
| 2022年（令和04年） | 303              |

## 駅周辺

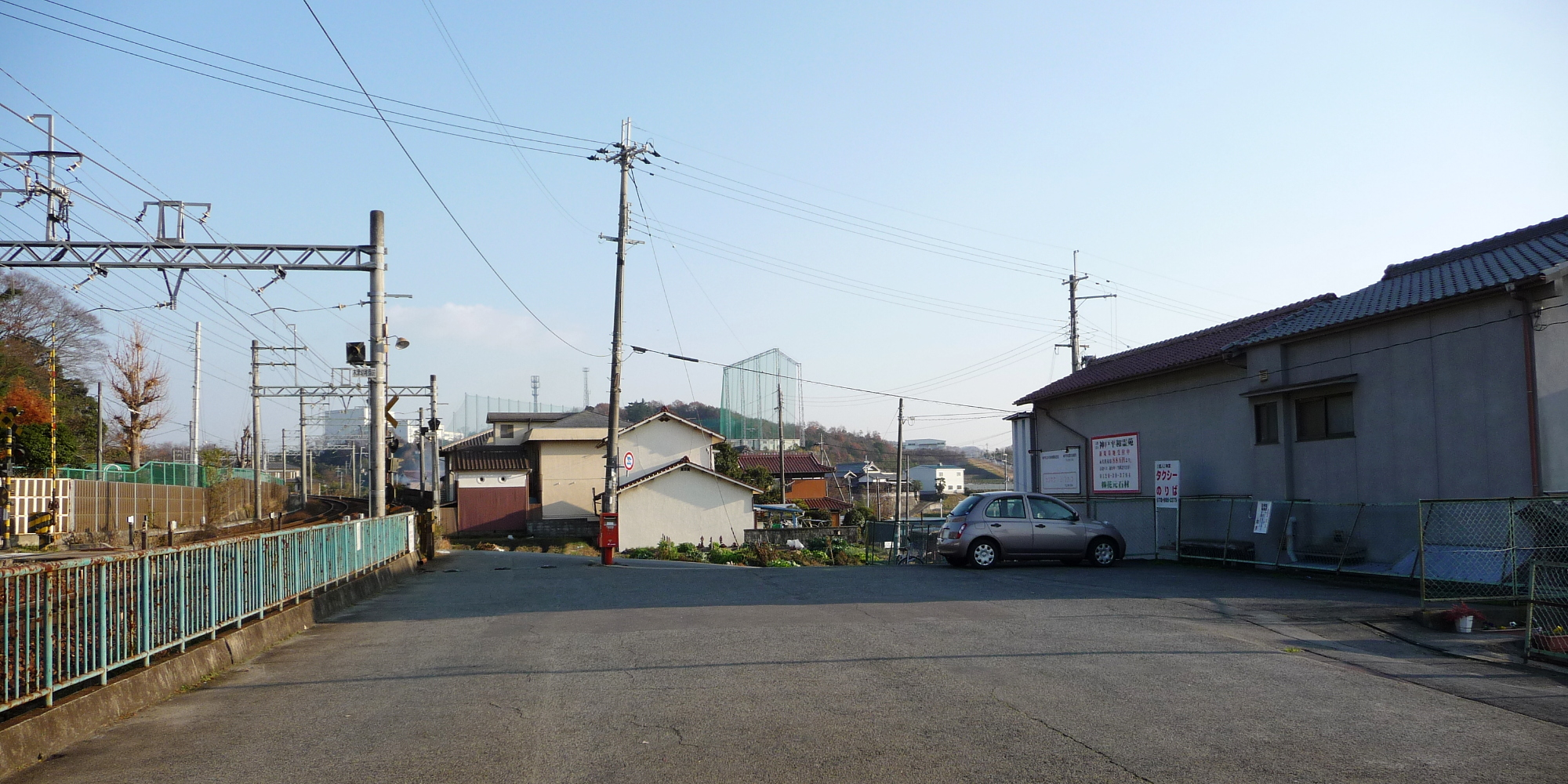
駅前風景

駅前には住宅は少ないが、やや離れたところに住宅が集中している（秋葉台）。
- 木津老人いこいの家
- 秋葉台（新興住宅地）

## バス路線
| 停留所名 | 運行事業者 | 路線名・系統・行先 |
| -------- | ---------- | --- |
| 木幡     | 神姫バス   | - 快速：三宮・海上アクセスターミナル / 青山5丁目・自由が丘中公園・恵比須駅・三木営業所 - 38系統：神戸駅 / 押部谷（栄） |

## 隣の駅
神戸電鉄
■粟生線
■準急・■普通
木津駅 (KB44) - （見津信号所） - 木幡駅 (KB45) - 栄駅 (KB46)